# Pseudenargia rufa
Pseudenargia rufa är en fjärilsart som beskrevs av Culot. Pseudenargia rufa ingår i släktet Pseudenargia och familjen nattflyn. Inga underarter finns listade i Catalogue of Life.